# Torismondo (Ostrogoti)
Torismondo o Torrismondo (floruit 400 circa) fu un sovrano ostrogoto.
Perse la vita contro combattendo i Gepidi nella pianure subcarpatiche.